# Ura Vajgurorë
Ura Vajgurorë là một đô thị trong quận Berat thuộc hạt Berat, Albania. Dân số năm 2005 là 9202 người.